# Janis Zaradukas
Janis Zaradukas (gr. Γιάννης Ζαραδούκας, ur. 12 grudnia 1985 w Atenach) – piłkarz grecki grający na pozycji lewego obrońcy. Od 2016 roku jest zawodnikiem klubu AO Kerkira.

## Kariera klubowa
Karierę piłkarską Zaradukas rozpoczął w juniorach Panathinaikosu. Nie zadebiutował jednak w pierwszym zespole. W latach 2003–2005 był wypożyczony do trzecioligowego GS Marko, a w latach 2005-2007 do innego klubu z tego samego szczebla ligowego, AO Koropi. W sezonie 2007/2008 grał na wypożyczeniu w Panserraikosie, a w sezonie 2008/2009 - w Ethnikosie Pireus.
W 2009 roku Zaradukas przeszedł do Olympiakosu Wolos. W sezonie 2009/2010 awansował z Olympiakosem z drugiej do pierwszej ligi. W Olympiakosie grał też w sezonie 2010/2011.
Latem 2011 roku Zaradukas przeszedł do Olympiakosu z Pireusu. Zaraz po transferze został wypożyczony do PAS Janina, w którym zadebiutował 15 stycznia 2012 w przegranym 0:1 domowym meczu z Panathinaikosem. W 2012 roku wrócił do Olympiakosu.
| Sezon   | Klub                | Kraj   | Rozgrywki     | Mecze | Bramki |
| ------- | ------------------- | ------ | ------------- | ----- | ------ |
| 2003/04 | GS Marko            | Grecja | Gamma Ethniki | 4     | 0      |
| 2004/05 | GS Marko            | Grecja | Gamma Ethniki | 27    | 0      |
| 2005/06 | AO Koropi           | Grecja | Gamma Ethniki | 23    | 3      |
| 2006/07 | AO Koropi           | Grecja | Gamma Ethniki | 27    | 0      |
| 2007/08 | Panserraikos        | Grecja | Beta Ethniki  | 21    | 0      |
| 2008/09 | Ethnikos Pireus     | Grecja | Beta Ethniki  | 25    | 1      |
| 2009/10 | Olympiakos Wolos    | Grecja | Beta Ethniki  | 23    | 1      |
| 2010/11 | Olympiakos Wolos    | Grecja | Superleague   | 25    | 0      |
| 2011/12 | PAS Janina          | Grecja | Superleague   | 5     | 1      |
| 2012/13 | Olympiakos SFP      | Grecja | Superleague   | 1     | 0      |
| 2012/13 | Aris FC             | Grecja | Superleague   | 12    | 0      |
| 2013/14 | Asteras Tripolis    | Grecja | Superleague   | 7     | 0      |
| 2013/14 | AO Platania Chanion | Grecja | Superleague   | 6     | 0      |
| 2014/15 | AO Platania Chanion | Grecja | Superleague   | 21    | 0      |
| 2015/16 | Skoda Ksanti        | Grecja | Superleague   | 4     | 0      |
| 2016/17 | AO Kerkira          | Grecja | Superleague   |       |        |

## Kariera reprezentacyjna
W reprezentacji Grecji Zaradukas zadebiutował 2 września 2011 roku w wygranym 1:0 meczu eliminacji do Euro 2012 z Izraelem, rozegranym w Tel Awiwie.